# 岸內糖廠
岸內糖廠，原為鹽水港製糖株式會社所屬的岸內製糖所第一工場、第二工場，位於臺南市鹽水區岸內里。目前廠區內建築包括製糖工廠多已拆除，2018年由文化部長鄭麗君宣布將岸內糖廠規劃為影視基地園區，作為專業製片廠。

## 歷史
- 1903年，台南糖商王雪農等人創設鹽水港製糖株式會社，並於台南州新營郡鹽水街設立新式製糖工場。
- 1905年，製糖工場正式開工運轉，每日壓榨甘蔗量為1000公噸。
- 1907年3月，堀宗一等人繼承鹽水港製糖株式會社並沿用其名；於新營庄設立製糖工場，稱第二工場（後為新營製糖所），每日壓榨甘蔗量為1,000公噸，位於鹽水的製糖工場則改名為第一工場（後為岸內製糖所第一工場）。
- 1910年，於岸內增建每日壓榨甘蔗量1200公噸的第三工場（後為岸內製糖所第二工場）。
- 1945年戰後，屬台灣糖業公司第四區分公司，改名為岸內糖廠；因受轟炸損毀嚴重，第一工場與第二工場設備合併。
- 1947年11月，恢復製糖作業。
- 1950年，台糖公司改總場制，由新營總廠管轄。
- 1967年，改大廠制，仍屬新營總廠。
- 1978年，改採新亞硫酸法生產特級砂糖。
- 1992年10月1日，岸內糖廠停產關閉，併入新營總廠，改稱岸內工場。
- 1994年，岸內工場停閉，原農場由南靖糖廠管轄，其餘部分仍由新營糖廠管理。

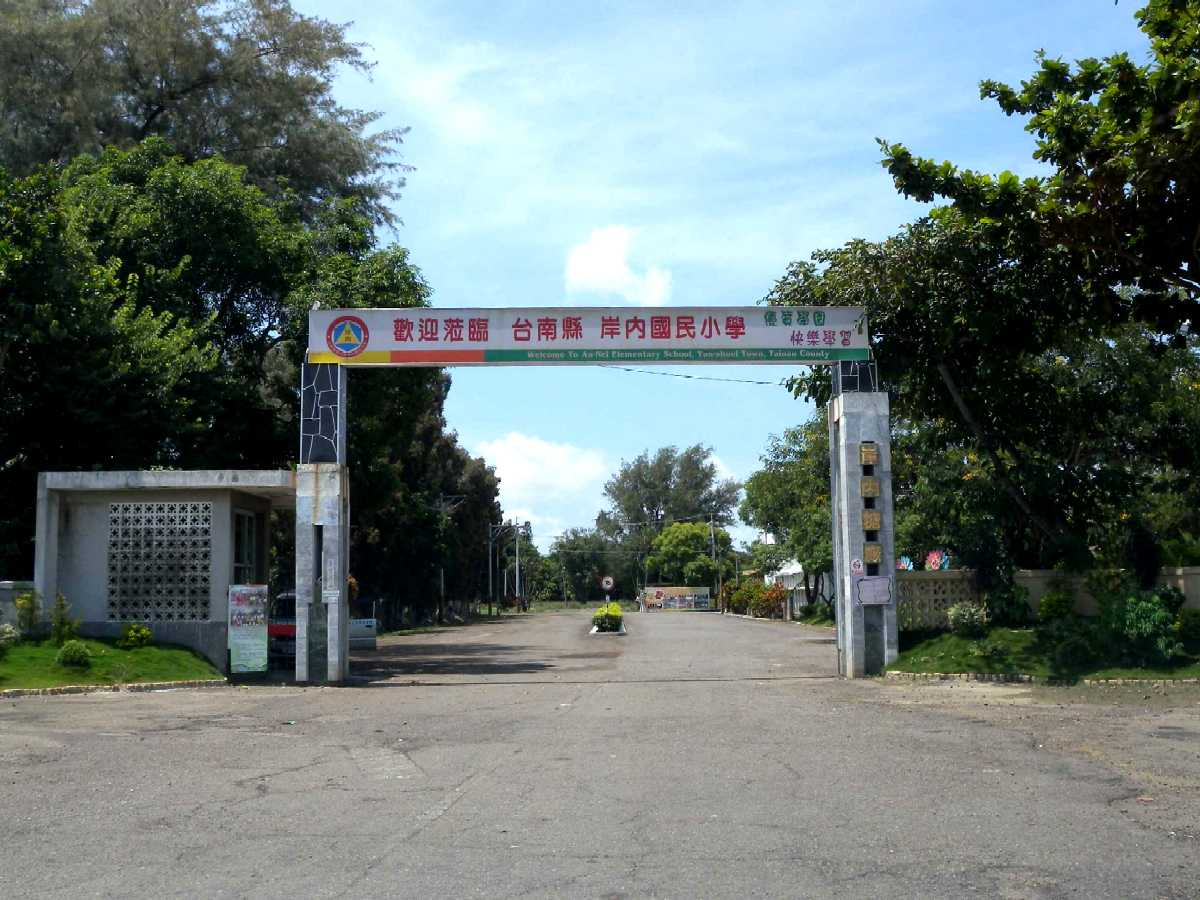
2010年岸內糖廠門口

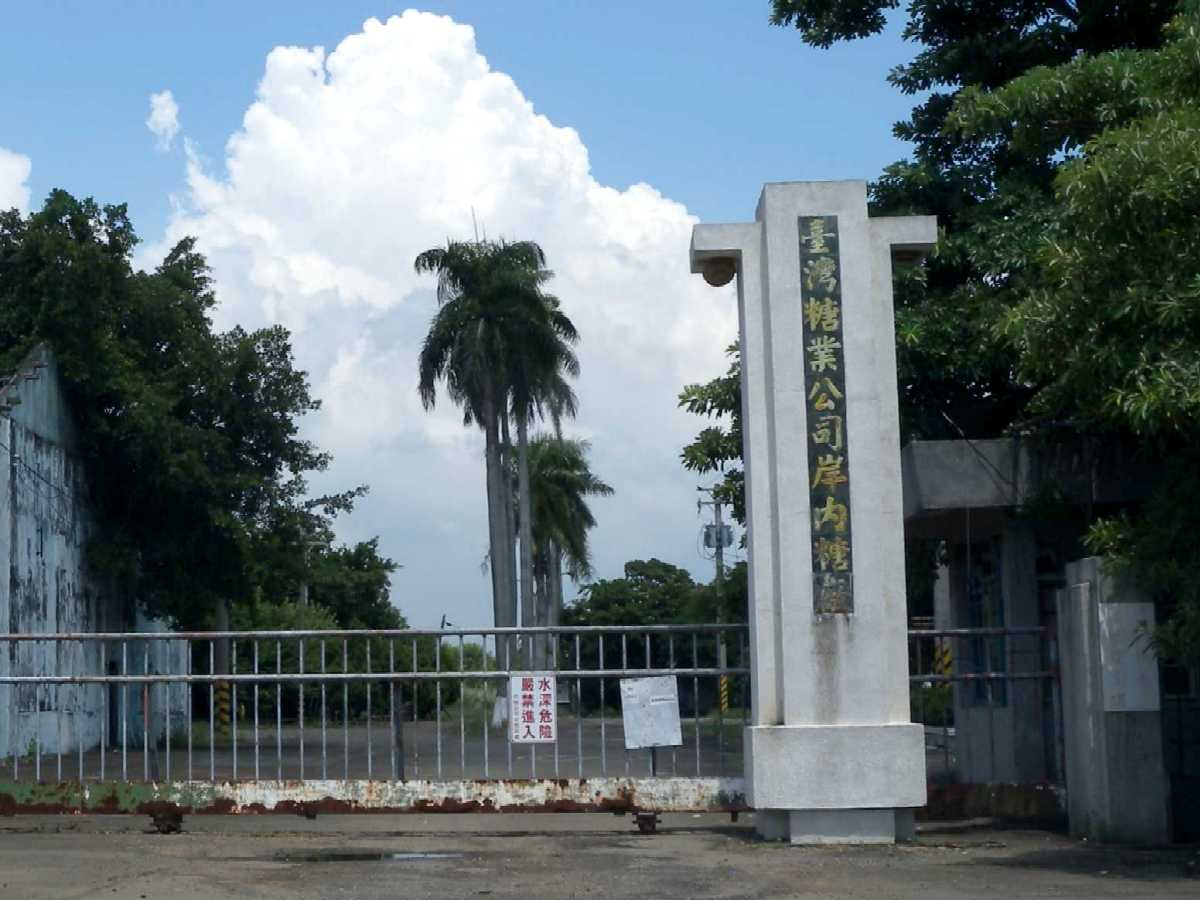
2010年岸內糖廠大門

- 1997年，廠區設備移至越南設廠。[2]
- 2018年，規劃為影視園區。

## 文化資產
原鹽水港製糖株式會社岸內製糖所實驗室
原鹽水港製糖株式會社岸內製糖所實驗室，原為作為製糖研究的中規模實驗室，二戰期間部分建物遭炸毀。戰後接收後，將內部設備搬走，依原樣整修並擴建，作為工務課辦公室使用，其增建痕跡清晰可見。 

## 影視園區

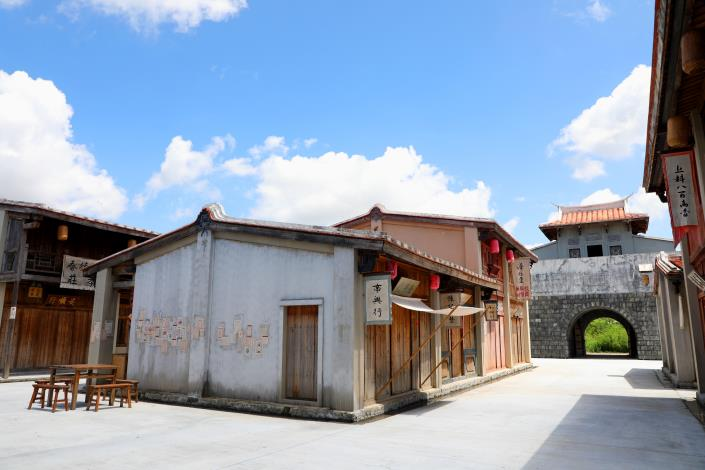
岸內糖廠影視基地片場

2018年，前瞻基礎建設計畫中，台南市政府爭取到新台幣1.2億經費，將岸內糖廠打造成影視園區。2018年9月17日，文化部長鄭麗君在台南市代理市長李孟諺、議長賴美惠、文化局長葉澤山等人陪同下訪視糖廠。鄭表示過去台灣影視劇組搭建的場景，都沒保留下來十分可惜。文化部會支持此影視園區的建設和營運，將它打造成專業製片廠。李孟諺指出，台南的學校有25個影視相關系所，影視園區可作為培育人才的基地。同年11月7日，文化部、台南市政府、台灣糖業公司和預備在該處取景的《斯卡羅》劇組一起出席，為搭景開工動土典禮剪綵。除了《傀儡花》所需的清朝時期場景，園區也將陸續搭建日治時期和民初眷村時的場景，供不同團隊使用。

## 外部連結
- 臺糖全球中文入口網 （页面存档备份，存于）
- 岸內糖廠 - 臺灣製糖工廠百年文史地圖 （页面存档备份，存于）

### 延伸閱讀
- 《鹽水製糖》，涂順從
- 戰後臺糖公司岸內糖廠的歷史發展與變遷，翁烔慶 （页面存档备份，存于）
- 小張的部落格: 岸內糖廠,再見 （页面存档备份，存于）
- 台糖公司岸內停閉廠土地開發規劃研究案 期末報告書定稿本 （页面存档备份，存于）

#### 關於鐵路
- 岸內糖廠鐵道分佈圖 （页面存档备份，存于）

#### 新聞
- 蔡文居，岸內糖廠荒廢 南市長稱值得活化 （页面存档备份，存于），自由時報電子報，2014-09-27